# Lenizdat
Lenizdat (en ruso: Ленизда́т) es una editorial universal multidisciplinar soviética y rusa. Fue fundada en 1930 como Lenoblizdat (Леноблиздат), y transformada en 1938 sobre la base de Lenokogiz (sección de Leningrado del KOGIZ) en Lenizdat, la editorial del Comité del PCUS del óblast de Leningrado hasta finales de 1992 y, a partir de entonces es la empresa unitaria Izdateltsko-poligraficheski kompleks Lenizdat, que en 2009 pasaría a ser Leningrádskoye izdateltsvo.

## En la Unión Soviética

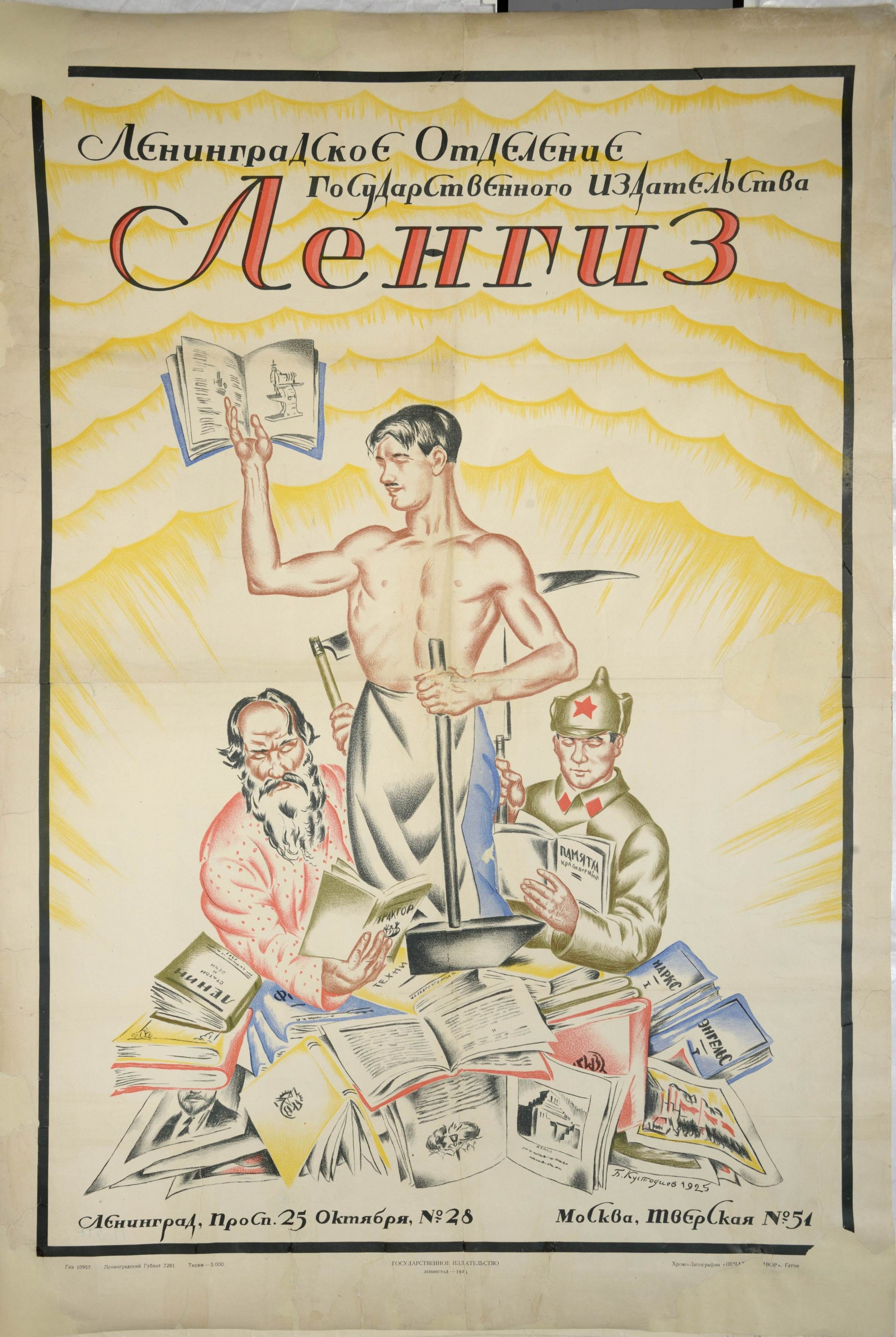
Borís Kustódiev, Anuncio de Lengiz de 1925.

Sus antecedentes fueron la Editorial del Sóviet de Petrogrado (1917, Издательство Петроградского Совета), Petrogosizdat (1919-1923), Петрогосиздат), Lengiz (1924-1933, Ленгиз) y Lenokogiz (1934-1937, Ленокогиз).
El edificio de cinco plantas del dique del Fontanka nº 59, se construyó en 1964 por el proyecto de los arquitectos V. F. Jrushchev y S. I. Neymark. La tarea que tenían ante sí era la de diseñar un gran complejo de publicación e impresión y, sobre todo, de inscribirlo en una construcción histórica que se había desarrollado en parte con la participación de Carlo Rossi.
El objetivo principal de la editorial era la producción de literatura política en masa, pero se publicaba una gama completa de productos impresos, libros, revistas y periódicos, como el conocido Krásnaya gazeta. La editorial estaba integrada por cinco tipografías de las cuales la mayor era la "Tipografía V. Volodarski", que siguió trabajando durante el bloqueo de 1941-1944 y fue incorporada a Lenizdat en 1948.
Desde 1963, Lenizdat tenía oficinas en Nóvgorod y Pskov. En el sistema del Goskomizdat en los años ochenta, la editorial Lenizdat fue primero una editorial de la RSFSR, pasando a depender del gobierno central en 1981 e incorporándose a la redacción principal de literatura social y política. Entre 1979 y 1990, los indicadores de publicación fueron los siguientes:
|                                       | 1979     | 1980     | 1981     | 1985     | 1987     | 1988     | 1989     | 1990     |
| ------------------------------------- | -------- | -------- | -------- | -------- | -------- | -------- | -------- | -------- |
| Libros y folletos, unidades de prensa | 231      | 226      | 242      | 290      | 277      | 264      | 243      | 212      |
| Tiraje, millones de ejemplares        | 13,0555  | 14,9501  | 15,9521  | 26,2985  | 27,4526  | 33,7945  | 30,9884  | 26,1066  |
| Hojas impresas, millones              | 221,9271 | 253,8939 | 240,1736 | 366,7177 | 385,6613 | 431,2338 | 447,9358 | 408,2604 |

### Series
- Biblioteca de los jóvenes trabajadores (Библиотека молодого рабочего).
- Biblioteca de memorias revolucionarias (Библиотека революционных мемуаров).
- Personalidades destacadas de la ciencia y la cultura en Petersburgo-Petrogrado-Leningrado (Выдающиеся деятели науки и культуры в Петербурге-Петрограде-Ленинграде).
- Los arquitectos de nuestra ciudad (Зодчие нашего города).
- Maestros de la prosa rusa del siglo XX (Мастера русской прозы XX века).
- Guía de los escritores de Leningrado (Повести ленинградских писателей).
- El turista de Leningrado (Туристу о Ленинграде).
- Biblioteca escolar (Школьная библиотека)

## Después de 1991

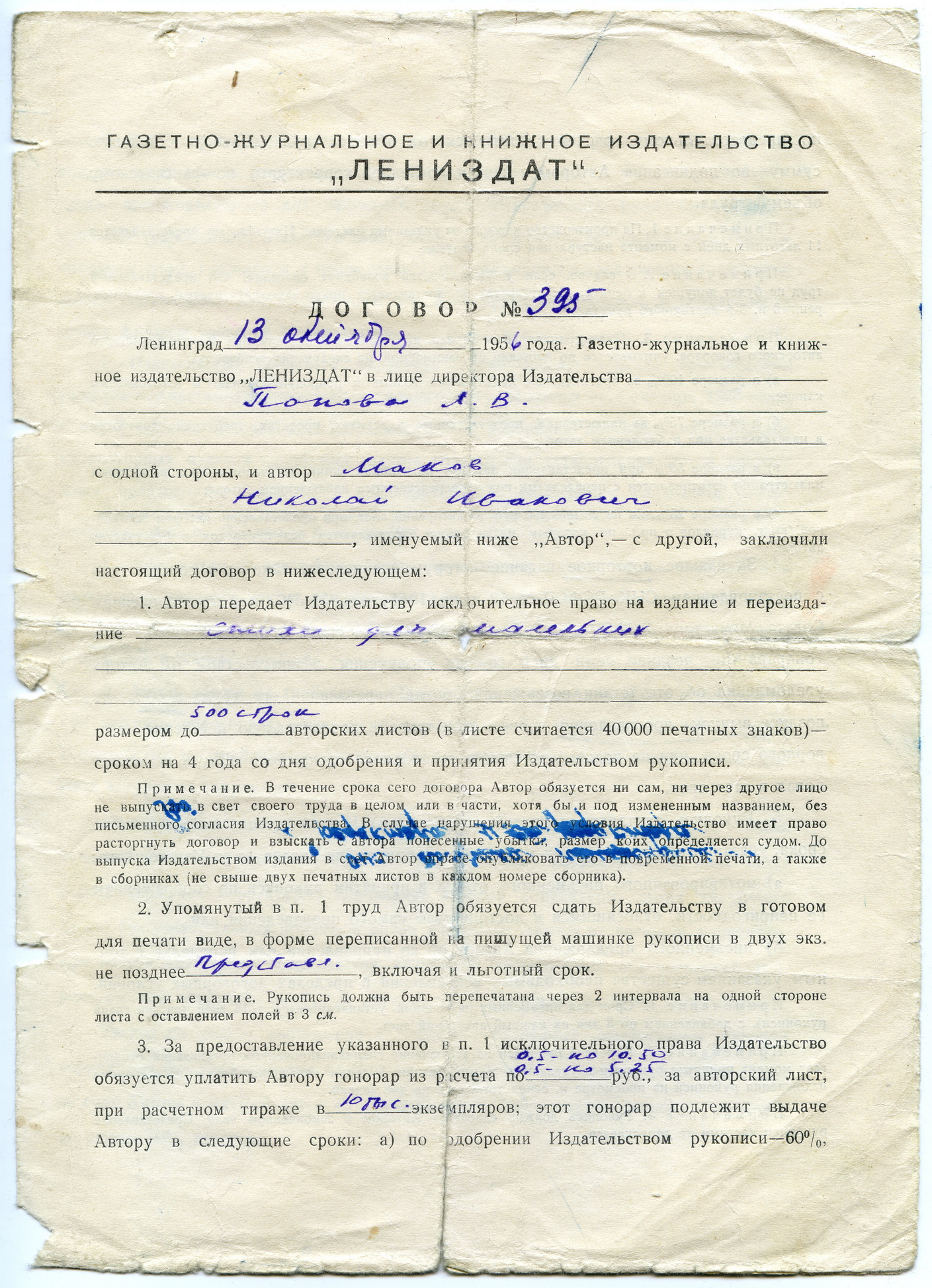
Primera página del contrato nº 395 del 13 de octubre de 1956 entre Lenizdat y el poeta de Leningrado Nikolái Mákov, para publicar poemas para niños (Historias divertidas, Забавные истории).

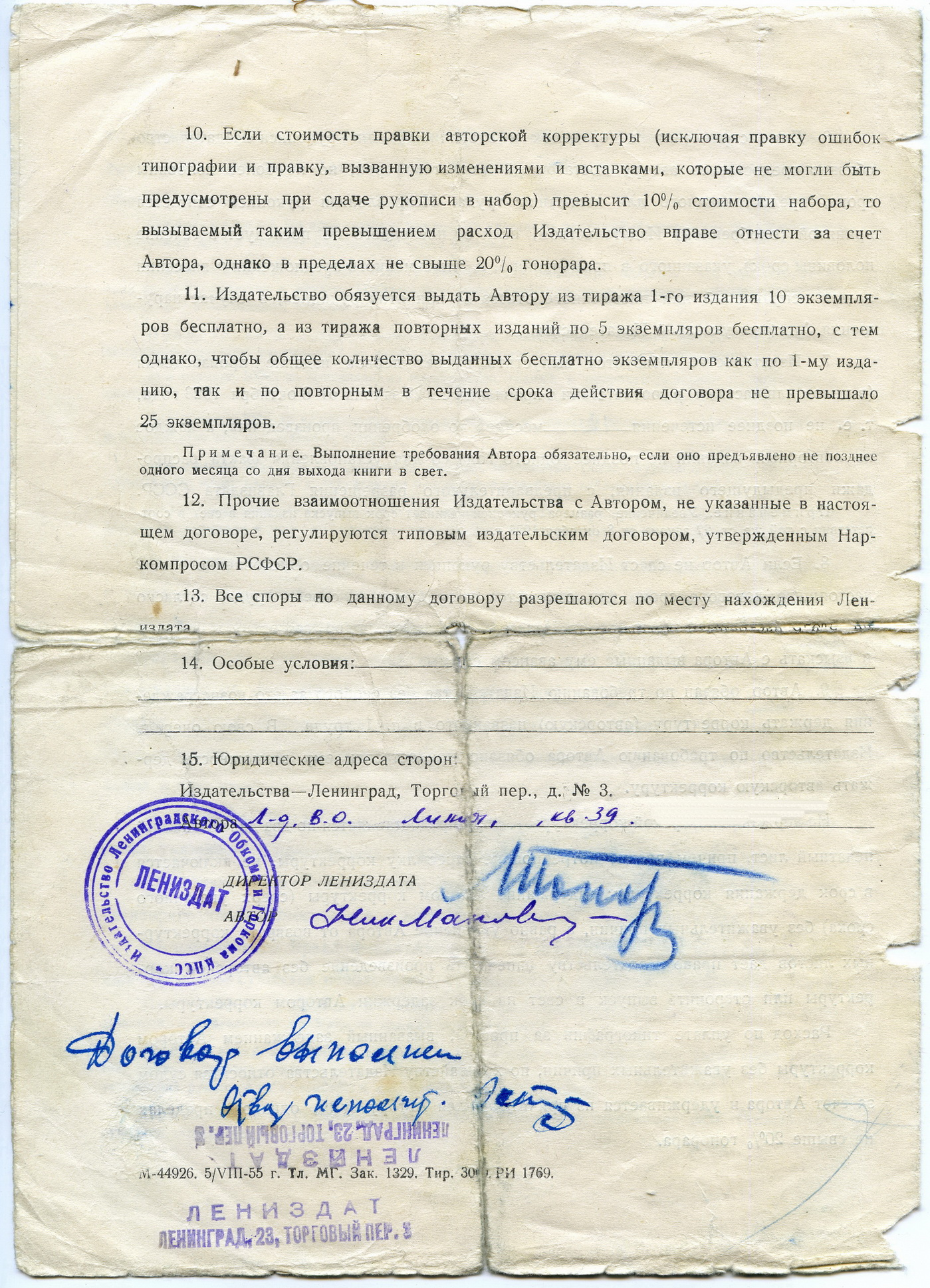
Última página del contrato entre Lenizdat y Mákov (firmante) para la publicación de Historias divertidas).

Tras la disolución de la Unión Soviética en 1991, la actividad de la casa editorial cayó en decadencia rápidamente. En 1996 se publicaron únicamente 45 libros y 736.000 ejemplares. El 19 de septiembre de 2007, el complejo de edificios de Lenizdat, con un área de 30.000 m², situado en el dique del Fontanka, 59, fue vendido por la Agencia Federal para la Gestión de la Propiedad Estatal por 19 millones de dólares a Stroinvest.
En 2003 cambió la dirección de la casa editorial, A. Sazonov se convirtió en director y A. Sidórovich en redactor jefe. Reorientaron la editorial hacia la publicación de literatura Fantastique. En 2009, Lenizdat fue liquidada, creándose sobre su base Leningrádskoye izdateltstvo.

### Series
- Hechicero (Ведун).
- Fantasía bélica (Боевая фантастика).
- Fantasía histórica (Историческое фэнтези).
- Fantasía militar (Боевое фэнтези).
- Legión (Легион).

## Directores de la editorial
- Leonid Vasílievich Popov.
- Víktor Ivánovich Bokovnia (1995—1998).[14]
- Alekséiu Víktorovich Sazonov.